# رأس المال الثقافي
في مجال علم الاجتماع، يشمل رأس المال الثقافي الأصول الاجتماعية للشخص (التعليم، والفكر، وأسلوب الكلام، وأسلوب اللباس، وما إلى ذلك) والتي تعزز الحراك الاجتماعي في مجتمع طبقي. رأس المال الثقافي يعمل كعلاقة اجتماعية داخل اقتصاد الممارسات (نظام الصرف) ويشمل جميع السلع المادية والرمزية من دون التمييز والتي يعتبرها المجتمع نادرة. كعلاقة اجتماعية ضمن نظام التبادل، فأن رأس المال الثقافي يشمل المعرفة الثقافية المتراكمة التي تمنح الوضع الاجتماعي والسلطة.
في كتاب «استنساخ التعليم والمجتمع والثقافة» (1977)، قدم بيير بورديو وجان كلود باسرون رأس المال الثقافي لشرح الاختلافات ما بين مستويات الأداء من الناحية المفاهيمية والتحصيل الأكاديمي للأطفال في إطار النظام التعليمي في فرنسا في الستينات؛ وتطور المفهوم في مقال «أشكال رأس المال» (1985) وفي كتاب نبل الدولة: مدارس النخبة في مجال السلطة.(1996)

## أنواع رأس المال
في مقال السوسيولوجيا، «أشكال رأس المال» (1985)، يحدد بيير بورديو ثلاث فئات من رأس المال:
1. رأس المال الاقتصادي: قيادة الموارد الاقتصادية (المال، الأصول، الممتلكات).
2. رأس المال الاجتماعي: الموارد الفعلية والمحتملة المرتبطة بامتلاك شبكة دائمة من العلاقات المؤسسية من التعارف المتبادل.[6]
3. رأس المال الثقافي : تعليم الشخص (المعرفة والمهارات الفكرية) الذي يوفر ميزة في تحقيق مكانة اجتماعية أعلى في المجتمع.[7]

## ألانواع
هناك ثلاثة أنواع من رأس المال الثقافي:
1. رأس المال الثقافي المتجسد يتألف من المعرفة المكتسبة عن وعي والموروثة بصورة سلبية، عن طريق التنشئة الاجتماعية للثقافة والتقاليد. وعلى عكس الملكية، فإن رأس المال الثقافي لا يمكن نقله، بل يتم اكتسابه مع مرور الوقت، حيث أنه يؤثر بعادات الشخص (الشخصية وطريقة تفكيره)، التي تصبح بدورها أكثر تقبلاً للتأثيرات الثقافية المماثلة. ان رأس المال الثقافي اللغوي هو إتقان اللغة وعلاقاتها؛ ورأس المال الثقافي المتجسد والذي هو وسيلة اتصال الشخص وعرضه الذاتي والمكتسبة من الثقافة الوطنية.[8]
2. رأس المال الثقافي المحسوس يشمل ممتلكات الشخص (مثل العمل الفني، والأدوات العلمية، وما إلى ذلك) التي يمكن نقلها من أجل الربح الاقتصادي (الشراء والبيع) والنقل ملكية رأس المال الثقافي رمزياً. ومع ذلك، ففي حين أن الشخص يمتلك عملاً فنياً (رأس مال ثقافي محسوس) لا يمكن للشخص أن يستهلك الفن (فهم معناه الثقافي) إلا بالأسس المفاهيمية والتاريخية المناسبة لرأس المال الثقافي السابق. وعلى هذا النحو، لا ينتقل رأس المال الثقافي في بيع العمل الفني إلا بالسببية المتزامنة والمستقلة، عندما يشرح البائع أهمية العمل الفني بالنسبة للمشتري.[9]
3. رأس المال الثقافي المؤسسي يشمل الاعتراف الرسمي للمؤسسة برأس المال الثقافي للشخص، وعادة ما تكون مؤهلات أكاديمية أو مؤهلات مهنية. أكبر دور اجتماعي لرأس المال الثقافي المؤسسي هو في سوق العمل (وظيفة)، حيث يسمح التعبير عن مجموعة الشخص من رأس المال الثقافي كقياسات نوعية وكمية (والتي تتم مقارنتها مع تدابير عاصمة ثقافية لأشخاص آخرين). وييسر الاعتراف المؤسسي تحويل رأس المال الثقافي إلى رأس المال الاقتصادي، من خلال العمل كحل عملي يمكن للبائع أن يصف به رأس ماله الثقافي للمشتري.[10]

## العادات والمجال
ويرتبط رأس المال الثقافي للشخص بعاداته (التي تجسدت في التصرف والاتجاهات) والميدان (المواقف الاجتماعية)، التي هي مثل كهيكل للعلاقات الاجتماعية. والميدان هو مكان الوضع الاجتماعي الذي تشكله الصراعات التي تحدث عندما تسعى الفئات الاجتماعية إلى إنشاء وتحديد ما هو رأس المال الثقافي، في إطار حيز اجتماعي معين؛ وبالتالي، فإن أحد أنواع الثقافة، حسب المجال الاجتماعي، يتوقف على المجال الاجتماعي. رأس المال يمكن أن تكون في وقت واحد المشروعة وغير المشروعة. وبهذه الطريقة، فإن إضفاء الشرعية (الاعتراف المجتمعي) على نوع من رأس المال الثقافي يمكن أن يكون تعسفياً ومستمداً من رأس المال الرمزي.
توتتألف عادة الشخص من التصرفات الفكرية التي تغرسها له الأسرة والبيئة الأسرية، وتتجلى وفقا لطبيعة الشخص. هذا النحو، يتأثر التكوين الاجتماعي لعادة الشخص عن طريق الأسرة، بالتغيرات الموضوعية في الطبقة الاجتماعية،  وبالتفاعلات الاجتماعية مع أشخاص آخرين في الحياة اليومية؛  علاوة على ذلك، تتغير عادة الشخص أيضًا عندما يتغير موقعه الاجتماعي داخل الحقل.

## البحوث النظرية
وقد حظي مفهوم رأس المال الثقافي باهتمام واسع النطاق في جميع أنحاء العالم، من المنظرين والباحثين على حد سواء. وهي تستخدم في الغالب فيما يتعلق بنظام التعليم، ولكن في هذه المناسبة الفردية قد استخدمت أو وضعت في خطابات أخرى. ويمكن تقسيم استخدام رأس المال الثقافي لبورديو إلى عدد من الفئات الأساسية. أولاً، هم أولئك الذين يستكشفون النظرية كوسيلة ممكنة للتفسير أو يستخدمونها كإطار لأبحاثهم. ثانيا، هم أولئك الذين يبنون على نظرية بورديو أو يوسعونها. وأخيرا، هناك من يحاول دحض النتائج التي توصل إليها بورديو أو خصمها لصالح نظرية بديلة. معظم هذه الأعمال تتعامل مع نظرية بورديو فيما يتعلق بالتعليم، لا يطبق نظريته إلا عدد قليل من الحالات الأخرى لعدم المساواة في المجتمع.

### التطبيق التقليدي
هؤلاء الباحثين والمنظرين الذين يستكشفون أو يستخدمون نظرية بورديو يستخدمونها بطريقة مماثلة كما تم التعبير عنها من قبل بورديو. هم عادة يطبّقون هو دون انتقاد واعتمادا على المؤشرات قابل للقياس من رأس المال الثقافية والمجالات في أيّ هم يقيسون نظرية إمّا يعمل أن يساند حجتهم تماما، أو بطريقة مؤهلة. هذه الأعمال للمساعدة في تصوير فائدة مفهوم بورديو في تحليل (التعليم أساسا) عدم المساواة لكنها لا تضيف أي شيء إلى النظرية.
ومن الأعمال التي تستخدم عمل بورديو بطريقة تنويرية عمل أمير باير وويليامز (2005) الذين يستخدمون مفهوم بورديو للحقول ورأس المال لدراسة علاقات القوة في مجال الخدمات الاجتماعية، ولا سيما ملاجئ المشردين. يتحدث المؤلفان عن الحقلين المنفصلين الرئيسيين المختلفين السواء الرئيسيين في نفس الموقع الجغرافي (المأوى) وأنواع رأس المال المشروعة والقيمة في كل منهما. وهي تبين على وجه التحديد كيف يمكن للمشردين أن يمتلكوا «رأس المال الذي يقره الموظفون» أو «رأس المال الذي يقره العميل» (2005:92) وتبين كيف أنهم في المأوى، في نفس الوقت، مرغوب فيهم وغير مرغوب فيهم، وقيمة ومستهينة، تبعاً لأي من الاثنين. الحقول التي يعملون فيها.